# PGE Polska Grupa Energetyczna
PGE Polska Grupa Energetyczna S.A. eller PGE SA er et polsk energiselskab, som er den største strømproducerende virksomhed i Polen.
PGE er børsnoteret på Warsaw Stock Exchange og den polske stat ejer 58,39 % af virksomheden. Der fokuseres på elproduktion, eldistribution, elhandel og de har to brunkulsminer.